# Biblioteca Europeană
Biblioteca Europeană este un serviciu de internet care permite accesul la resursele a 49 de biblioteci naționale din Europa și un număr din ce în ce mai mare de biblioteci de cercetare. Căutarea este gratuită și oferă înregistrări de metadate, precum și obiecte digitale, în mare parte gratuite. Obiectele provin din instituții situate în țări care sunt membre ale Consiliului Europei și variază de la înregistrări de catalog la cărți, reviste, jurnale și înregistrări audio. Peste 200 de milioane de înregistrări sunt puse la dispoziția utilizatorilor, inclusiv 24 de milioane de pagini de conținut în format întreg și peste 7 milioane de obiecte digitale. În privința limbilor înregistrărilor, Biblioteca cuprinde treizeci și cinci de limbi diferite. 

## Istoria și conceptul
Biblioteca europeană de astăzi a evoluat de la o serie de proiecte anterioare.
Punctul său de pornire a fost în 1997, când proiectul GABRIEL (Gateway and Bridge to Europe's National Libraries) a propus crearea unui portal web comun al bibliotecilor naționale europene. La nivel de bază, portalul a furnizat informații despre colecțiile fiecărei biblioteci și accesul la cataloagele lor de acces public (OPAC) online.
Biblioteca europeană există pentru a deschide universul cunoștințelor, informațiilor și culturilor tuturor bibliotecilor naționale din Europa. 

## Misiunea Bibliotecii Europene
GABRIEL a fost urmat de proiectul TEL (The European Library), care s-a desfășurat în perioada 2001-2004 și a creat un cadru pentru accesul la colecțiile naționale și depozitele cheie din Europa. Proiectul a fost finanțat în parte de Al Cincilea Program Cadru al Comisiei Europene. Bibliotecile naționale implicate în proiectul TEL au fost cele din Finlanda, Germania, Italia (Florența), Italia (Roma), Olanda, Portugalia, Slovenia, Elveția și Regatul Unit. 
Acest lucru a dus la lansarea portalului TheEuropeanLibrary.org la 17 martie 2005. În perioada 2005-2007, proiectul TEL-ME-MOR a contribuit la încorporarea a 10 biblioteci naționale din noile state membre ale Uniunii Europene în calitate de parteneri integrați ai Bibliotecii Europene. Până la începutul anului 2008, alte nouă biblioteci naționale din Uniunea Europeană și Asociația Europeană a Liberului Schimb au aderat la serviciu.
Biblioteca Europeană a făcut un nou pas spre extinderea sa prin proiectul EDL, în cursul căruia bibliotecile naționale au continuat să se alăture Bibliotecii Europene. Proiectul s-a axat și pe multilingvism, a întreprins primii pași către crearea unui registru european al metadatelor și a creat o foaie de parcurs pentru potențialele eforturi de digitizare în bibliotecile naționale.

## Biblioteca Europeană și Europeana
Biblioteca Europeană a oferit un mare sprijin pentru organizarea și lansarea inițiativei Europeana - o inițiativă a Comisiei Europene care permite accesul publicului prin intermediul site-ului Europeana a milioane de obiecte digitale din biblioteci, muzee și arhive.
Atunci când Parlamentul European a cerut instituirea Europeana, Conferința Bibliotecarilor Naționali Europeni (CENL), sub auspiciile Bibliotecii Naționale din Olanda și serviciului CENL Biblioteca Europeană, a fost invitată să prezinte pentru un proiect în cadrul programului eContentplus. Lucrările au început pe un prototip în 2007, iar Europeana a fost lansată în noiembrie 2008.
Europeana funcționează acum independent, dar Biblioteca Europeană continuă să colaboreze strâns cu Europeana. Biblioteca Europeană este agregatorul conținutului digital din bibliotecile naționale pentru Europeana și furnizează lunar la Europeana conținut digital din bibliotecile naționale.
Începând cu luna iulie 2012, Biblioteca Europeană a fost al doilea furnizor de conținut european al Europeana. Unele resurse umane și tehnice sunt împărțite, de asemenea, între Europeana și Biblioteca Europeană, cu 3,45 milioane de articole adăugate la baza de date Europeana. 

## Expoziții virtuale
Pe lângă motorul de căutare, Biblioteca Europeană deservește teme din colecțiile bibliotecilor naționale din Europa și le afișează în expoziții virtuale. Aceste expoziții unesc obiecte geografice disparate într-un singur spațiu online, oferind surse paneuropene pe această temă. 
- Manuscripts and Princes in Medieval and Renaissance Europe:[6]
- Travelling Through History:[7]
- Reading Europe:[8]
- A Roma Journey:[9]
- Napoleonic Wars:[10]
- Treasures of Europe's National Libraries:[11]
- National Library Buildings:[12]

## Legături Externe
- Biblioteca Europeană
- Conferința Bibliotecarilor Naționali Europeni (CENL)
- Biblioteci Europeana  Arhivat în 31 decembrie 2020, la Wayback Machine.